# Torre del Ministerio del Exterior de Egipto
La Torre del Ministerio del Exterior de Egipto es un rascacielos de 143 metros de altura, el rascacielos más alto de Egipto, situado en El Cairo.

## Posiciones en distintos rankings de rascacielos
Esta torre es la más alta de Egipto, lógicamente también de su ciudad, El Cairo, tan solo la separa de la 5.ª posición 1 metro, ya que hay 4 rascacielos más en El Cairo, de 142 metros de altura.
La Torre del Ministerio del Exterior de Egipto ocupa la 5.ª posición entre los rascacielos más altos de África (su continente). Estando por delante rascacielos de Sudáfrica, y por detrás todos los países africanos restantes. El que más se acerca es Kenia, con New Central Bank Tower y sus 140 metros de altura.

## Datos
Este edificio como se explica antes mide 143 metros de altura, tiene 39 plantas y data del año 1994.
El edificio costó 127 millones.

## Historia
Este edificio fue construido en el año 1994, cuando para entonces el rascacielos más alto de la ciudad era El Maadi Residential, realmente no es uno, son 4 torres, estas torres son del año 1987, perdieron el liderazgo con la construcción de la Torre del Ministerio del Exterior de Egipto, ya que las 4 torres medían 140 metros de altura.
Por ahora no hay ningún plan futuro que haga a la Torre del Ministerio del Exterior de Egipto dejar de ser la más alta del país.
Aunque lo más probable es que en los próximos años suceda esto.
- Datos: Q6150659